# Беляєва Галина Вікторівна
Галина Вікторівна Беляєва (нар. 26 квітня 1961, Іркутськ, СРСР) — радянська і російська акторка театру і кіно. Заслужена артистка Російської Федерації (2003). Лауреатка премії імені Віри Холодної. Провідна акторка Московського академічного театру імені Володимира Маяковського.
Популярність здобула завдяки виконанню головних ролей у фільмах Еміля Лотяну «Мій ласкавий і ніжний звір» (1979) і «Анна Павлова» (1983), фільмі Георгія Юнгвальд-Хількевича «Ах, водевіль, водевіль» (1979).

## Життєпис
Галина Беляєва народилася 26 квітня 1961 року в східно-сибірському місті Іркутську. Її мати, Галина Іванівна, родом із сибірського міста Канська. Незабаром після народження дочки вона розлучилася з чоловіком і виїхала разом з дитиною на молодіжне будівництво до міста Невинномиськ (Ставропольський край), де виховувала Галину одна. За спеціальністю технік-електрик, вона працювала на різних електричних підстанціях, була машиністом баштового крана на будівництві, у вільний час займалася альпінізмом.
Батько, Віктор Беляєв, також уродженець Сибіру, працював у «гарячому» цеху на Братському алюмінієвому заводі, був інструктором з парашутного спорту в радянській армії (здійснив понад семисот стрибків), ходив юнгою Північним морським шляхом. Після розлучення він поїхав до Воронежа, де одружився з жінкою, прикутою до інвалідного візка через травму хребта, внаслідок падіння з висоти під час роботи на будівництві (він доглядав за нею вісімнадцять років, до самої її смерті). Галина — його єдина дитина. Вона багато років не бачилася з батьком і розшукала його тільки через сорок три роки після розставання батьків.
У Невинномиську Галина почала займатись у балетній студії при Палаці культури хіміків. Мріючи стати балериною, у 1974 році, у віці тринадцяти років, Галина вступила до Воронезького хореографічного училища. Ще до випуску вона дебютувала в кіно: у 1978 році ученицю хореографічного училища затвердили на головну роль Оленьки Скворцової у фільмі режисера Еміля Лотяну «Мій ласкавий і ніжний звір» (1979; за повістю Антона Павловича Чехова «Драма на полюванні»). Після виходу картини на кіноекрани дебютантка здобула всесоюзну популярність, її тут же охрестили «другою Одрі Хепберн».
У 1979 році Галина Бєляєва закінчила училище, отримавши спеціальність «артистка балету, ансамблю народного танцю», однак балетну кар'єру так і не почала. Вступила до Театрального училища імені Б. В. Щукіна, яке закінчила в 1983 році за спеціальністю «актриса театру і кіно». До того ж під час зйомок фільму між молодою актрисою і режисером виникли романтичні стосунки. У 1979 році, коли вона досягла повноліття, Галина Бєляєва й Еміль Лотяну одружилися. Наступного року в них народився син Еміль.
У 1983 році Лотяну зняв багатосерійний художній фільм «Анна Павлова», у якому Галина виконала головну роль, зігравши відому російську балерину (її дублером при виконанні балетних партій була солістка Ленінградського театру опери і балету імені С. М. Кірова Валентина Ганібалова).
Кінокартини «Мій ласкавий і ніжний звір» та «Анна Павлова» номінувалися на Державну премію СРСР у 1979 і 1984 році відповідно, проте ні той, ні інший фільм не отримав її в силу критичних художніх та ідеологічних міркувань партійного та культурного керівництва.
З листопада 1983 року Галина Бєляєва — актриса Московського академічного театру імені Володимира Маяковського. Вона зіграла більше тридцяти ролей у театрі та кіно.
У 2003 році їй присвоєно почесне звання «Заслужений артист Російської Федерації».
З 2016 року стала членом журі в хореографічному телешоу «Танці з зірками».

### Особисте життя
- Перший чоловік — режисер, поет і сценарист Еміль Лотяну (1936—2003). Їх шлюб тривав п'ять років, з 1979 по 1984 роки[6][7]. У цьому шлюбі в 1980 році народила сина, Еміля Емільйовича Лотяну. Він закінчив юридичний факультет Московського державного університету імені М. В. Ломоносова і факультет продюсерства і економіки ВДІКу, живе в США, у Лос-Анджелесі. Був одружений з 2000 року, має двох дітей — дочку Марію і сина Крістіана[5][7].
- З другим чоловіком, хірургом Леваном Сакварелідзе, шлюб не реєструвала[6][7]. Їх син, Платон Леванович (нар. 1985), також закінчив юридичний факультет МДУ[5]. Будучи немовлям, він знявся в епізодах фільму-казки «Дитинство Бембі» (1985) і в ролі новонародженого поета у фільмі «Лермонтов» (1986)[6][7].
- У 1989 році одружилася з бізнесменом і видавцем Сергієм Дойченком (нар.. 1966) — випускником юридичного факультету МДУ, що має доньку від першого шлюбу Алісу (дизайнерка інтер'єрів). У них двоє спільних дітей: дочка Анна (нар.. 1993), яка навчається у Великій Британії на кінооператорку-документалістку, і син Маркел (нар.. 1999), названий на честь прадідуся по батьківській лінії[5][6][7]. Подружжя живе в Підмосков'ї, у власному заміському будинку[8].

### Захоплення
Галина Бєляєва закінчила курси екстремального водіння автомобіля, захоплюється малюванням і верховою їздою. Кандидатка у майстри спорту СРСР з парної акробатики.

## Творчість

### Ролі в театрі
Московський академічний театр імені Володимира Маяковського
- 1982 — «Дивіться, хто прийшов!» (за п'єсою Володимира Арро; режисер — Борис Морозов) — Маша
- 1982 — «Чутка» (за п'єсою Афанасія Салинського; режисер — Юрій Йоффе) — Виктюха
- 1983 — «Ніч ангела» (за п'єсою Олександра Розанова; режисер — Юрій Йоффе) — Перша фігура
- 1983 — «Наполеон Перший»[* 1] (за п'єсою Фердинанда Брукнера; режисер — Анатолія Ефроса) — Марія Валевська
- 1984 — «Островитянин» (за п'єсою Олексія Яковлєва; режисер — Юрій Йоффе) — Марина
- 1985 — «Блондинка» (за п'єсою Олександра Володіна; режисер — Кама Гінкас) — Наташа
- 1985 — «Завтра була війна» (за мотивами повісті Бориса Васильєва; режисер — Сергій Яшин) — Віка Люберецька
- 1990 — «Валенсіанські божевільні» (за п'єсою Лопе де Вега; режисер — Тетяна Ахрамкова) — Еріфіла
- 1995 — «Кін IV» (за п'єсою Григорія Горіна за мотивами п'єси «Кін, або Геній і безпутність» Олександра Дюма (батька); режисер Тетяна Ахрамкова) — Ганна Дембі
- 2002 — «Одруження» (за п'єсою «Одруження» Миколи Гоголя; режисер — Сергій Арцибашев) — Агафія Тихонівна, купецька дочка[10]
- 2003 — «Бенкет» (за п'єсою Ніла Саймона; режисер — Сергій Арцибашев) — Марієт Лівьє / Івон Фуше[10]
- 2004 — «Розлучення по-жіночому» (за п'єсою Клер Бут Люс; режисер — Сергій Арцибашев) — Мері
- 2005 — «Мертві душі» (за поемою «Мертві душі» Миколи Гоголя; інсценування Володимира Малягіна, режисер — Сергій Арцибашев) — Єлизавета Марківна Манілова
- 2011 — «Діти псують відносини» (за п'єсою французького драматурга Жана Летраза; режисер — Семен Стругачов) — Анрієтта Фонтанж, дружина Едмонда[10]

### Фільмографія
1. 1978 — «Мій ласкавий і ніжний звір» — Ольга Скворцова (після шлюбу — Урбеніна), дочка лісничого
2. 1978 — «Все вирішує мить» — Надія Привалова («Лукомор'я»), плавчиня
3. 1979 — «Ах, водевіль, водевіль...» — Віра Лисичкіна, головна героїня / Катерина Лисичкіна, її дочка
4. 1980 — «Уявний хворий» — Анжеліка
5. 1980 — «Ляпас» — Анжела, режисер Генріх Малян, «Арменфільм»
6. 1981 — «Ленін у Парижі» — дівчина-студентка
7. 1981 — «Куди він дінеться!» — Олеся, колгоспниця і учасниця самодіяльності
8. 1983 — «Анна Павлова» — Ганна Павлова, балерина (озвучення — Олена Проклова, балетні сцени — Валентина Ганібалова)
9. 1984 — «Парк» — Віка
10. 1984 — «Перикола» — Перикола (співає — Світлана Волкова)
11. 1985 — «Герой її роману» — Віка Берсенєва
12. 1985 — «Чорна стріла» — Джоанна Седлі / Джон Метчем
13. 1985 — «Дитинство Бембі» — Фаліна, дівчина
14. 1986 — «Лермонтов» — Варенька Лопухіна
15. 1986 — «Юність Бембі» — Фаліна
16. 1986 — «Капабланка» — Сашенька Можаєва, балерина, сестра Андрія
17. 1987 — «Де б не працювати…» — Галя
18. 1989 — «Сувенір для прокурора» — Зіночка Ізмайлова, дружина прокурора
19. 1990 — «Бабій» — Ольга Семикіна, подруга Аркаши
20. 1990 — «Завтра була війна» (фільм-спектакль) — Віка Люберецька
21. 1992 — «Повітряні пірати» — Галя Бабенко, стюардеса
22. 1998 — «Нічний візит» — Віка, дружина Михайла
23. 2001 — «Наполеон Перший» (фільм-спектакль) — Марія Валевська
24. 2002 — «Кін IV» (фільм-спектакль) — Ганна Дэмби
25. 2004 — «Вони танцювали одну зиму» — Валерія, вчителька танців
26. 2007 — «Подорож» — Віра
27. 2007 — «Репортери» — Рита
28. 2014 — «Старша дочка» — Надія Павлівна Зав'ялова
29. 2017 — «Лев Яшин. Воротар моєї мрії» — дружина Яшина в зрілості
30. 2018 — «Бабусі в бігах» — Поліна